# Björken, Harbo
Björken är en by i Harbo socken, Heby kommun.
Björken omtalas i dokument första gången i årliga räntan 1541 och omfattar då ett mantal skatte. Ortnamnet, 1541 skrivet Byrken 1544 Birken kommer förmodligen från fornsvenska Birkeno, bestämd form dativ singular av en dunge björkar. Ursprungligen var Björken endast en gård, från 1630-talet delades den dock på två hemman, jordeboken 1793 upptar tre hemman.
Kamsta, var ursprungligen boland under Käbbo, men överfördes under 1600-talet och var från mitten av 1600-talet fram till tidigt 1700-talet torp på Björkens ägor. Det är nu försvunnet men lever kvar i form av en åker som kallas Kamstategen och en höjd som kallas Kamstaberget. Kamsta låg troligen i anslutning till soldattorpet i Björken. Björken ingick i soldatrote 340 vid Västmanlands regemente tillsammans med Solberga, Marstalla och Floberga, torpet låg mestadels i Björken. Soldatnamnet var 1684–1793 Hök (Höök) och soldattorpet kallas då huvudsakligen Hökbo, Hökebo eller Hökshusen. Från 1793 var soldatnamnet Malm och soldattorpet har kallats Malmens eller Malmbacken. 
Torpet vid fäboden Lindsta låg på Björkens ägor, men räknas från 1903 till Bogärde, vars ägor tar vid norr om torpet. Nyhagen var en hage på gränsen mot Käbbo, från slutet av 1800-talet låg här ett torp.